# Lietuvos Taurė 2016
La Lietuvos Taurė 2016 è stata la 28ª edizione del torneo. La competizione è iniziata il 7 maggio 2016 e si è conclusa il 25 settembre 2016 con la finale, passando ad un formato a singolo anno dopo la riforma del 2007. Lo Žalgiris Vilnius ha vinto il torneo per il sesto anno consecutivo.

## Primo turno
| Squadra 1         | Risultato | Squadra 2            |
| ----------------- | --------- | -------------------- |
| 7 maggio 2016     |           |                      |
| Elektrėnų Versmė  | 2 - 0     | Sendvaris            |
| 11 maggio 2016    |           |                      |
| Reaktyvas Vilnius | 1 - 3     | Kruša-Basica         |
| 14 maggio 2016    |           |                      |
| Saned Joniškis    | 0 - 7     | Švyturys Marijampolė |

## Secondo turno
Al secondo turno hanno partecipato le vincenti del primo turno e tutte le squadre partecipanti eccetto le otto provenienti alla A Lyga.
| Squadra 1                  | Risultato              | Squadra 2               |
| -------------------------- | ---------------------- | ----------------------- |
| 10 maggio 2016             |                        |                         |
| Kėdainiai                  | 0 - 9                  | Palanga                 |
| 18 maggio 2016             |                        |                         |
| Nevėžis                    | 3 - 0                  | FBK Kaunas              |
| Pramogos-Ąžuolas           | 0 - 1 (dts)            | Lokomotyvas Radviliškis |
| 21 maggio 2016             |                        |                         |
| Adiada Šiauliai            | [ 4 ]                  | Galinta                 |
| Elektrėnų Versmė           | 5 - 3 (dts)            | Interas                 |
| Vova Vilnius               | 3 - 5                  | Švyturys Marijampolė    |
| 24 maggio 2016             |                        |                         |
| Šilutė                     | 0 - 0 (dts) (rig: 4-3) | Šilas Kazlų Rūda        |
| Vytis                      | 1 - 2                  | DFK Dainava             |
| Juventa-99 Šiauliai        | 1 - 6                  | SFK Rotalis             |
| 25 maggio 2016             |                        |                         |
| Akmenės                    | 0 - 0 (dts) (rig: 2-3) | Džiugas Telšiai         |
| 26 maggio 2016             |                        |                         |
| TEC Vilnius                | 4 - 8                  | ŠSPC Radviliškis        |
| 31 maggio 2016             |                        |                         |
| Olimpija Vilnius           | 0 - 8                  | Ateitis Vilnius         |
| Eurostandartas Marijampolė | 3 - 1                  | Širvėna                 |
| FA Dainava                 | 2 - 1                  | Minija Kretinga         |
| Spartakas Ukmergė          | 1 - 3                  | Banga Gargždai          |
| Koralas                    | 1 - 0                  | Kražantė Kelmė          |
| 1º giugno 2016             |                        |                         |
| Viltis                     | 0 - 3                  | Sveikata                |
| Navigatoriai Vilnius       | 1 - 1 (dts) (rig: 5-4) | Pakruojis               |
| Tera Vilnius               | 0 - 5                  | Panevėžys               |
| Euforija Vilnius           | 3 - 8                  | Kruša-Basica            |
| 3 giugno 2016              |                        |                         |
| Babrungas Plungė           | 3 - 0                  | Fakyrai - MRU           |
| Saulininkas Šiauliai       | 3 - 0                  | Rūdupis                 |
| 4 giugno 2016              |                        |                         |
| Granitas Vilnius           | 3 - 0                  | Sarema Klaipėda         |
| Sportidus Panevėžys        | [ 5 ]                  | Lygis                   |

## Terzo turno
Al terzo turno hanno partecipato le vincenti del secondo turno e le otto squadre provenienti alla A Lyga.
| Squadra 1                  | Risultato              | Squadra 2            |
| -------------------------- | ---------------------- | -------------------- |
| 8 giugno 2016              |                        |                      |
| Navigatoriai Vilnius       | 1 - 3                  | SFK Rotalis          |
| 11 giugno 2016             |                        |                      |
| FA Dainava                 | 1 - 6                  | Palanga              |
| Sveikata                   | 0 - 1                  | Panevėžys            |
| Eurostandartas Marijampolė | 2 - 4 (dts)            | ŠSPC Radviliškis     |
| Lygis                      | 0 - 2                  | Trakai               |
| Ateitis Vilnius            | 0 - 7                  | Atlantas             |
| DFK Dainava                | 3 - 5                  | Džiugas Telšiai      |
| 12 giugno 2016             |                        |                      |
| Lokomotyvas Radviliškis    | 2 - 3                  | Banga Gargždai       |
| Nevėžis                    | 2 - 0                  | Utenis Utena         |
| Lietava Jonava             | 0 - 0 (dts) (rig: 5-6) | Sūduva               |
| Kruša-Basica               | 1 - 3                  | Švyturys Marijampolė |
| 16 giugno 2016             |                        |                      |
| Babrungas Plungė           | 2 - 1                  | Šilutė               |
| Adiada Šiauliai            | 2 - 1                  | Saulininkas Šiauliai |
| 18 giugno 2016             |                        |                      |
| Elektrėnų Versmė           | 0 - 5                  | Koralas              |
| Kauno Žalgiris             | 0 - 6                  | Žalgiris             |
| 19 giugno 2016             |                        |                      |
| Granitas Vilnius           | 0 - 2                  | Stumbras             |

## Quarto turno
| Squadra 1            | Risultato              | Squadra 2        |
| -------------------- | ---------------------- | ---------------- |
| 29 giugno 2016       |                        |                  |
| Koralas              | 0 - 1 (dts)            | Džiugas Telšiai  |
| 5 luglio 2016        |                        |                  |
| Švyturys Marijampolė | 2 - 1                  | Babrungas Plungė |
| Adiada Šiauliai      | 2 - 2 (dts) (rig: 4-5) | ŠSPC Radviliškis |
| 6 agosto 2016        |                        |                  |
| SFK Rotalis          | 0 - 4                  | Atlantas         |
| Banga Gargždai       | 1 - 2                  | Nevėžis          |
| Palanga              | 0 - 4                  | Žalgiris         |
| Panevėžys            | 0 - 2                  | Stumbras         |
| 7 agosto 2016        |                        |                  |
| Sūduva               | 4 - 0 (dts)            | Trakai           |

## Quarti di finale
| Squadra 1            | Risultato | Squadra 2 |
| -------------------- | --------- | --------- |
| 20 agosto 2016       |           |           |
| Švyturys Marijampolė | 1 - 10    | Sūduva    |
| Džiugas Telšiai      | 1 - 2     | Atlantas  |
| Nevėžis              | 0 - 3     | Stumbras  |
| ŠSPC Radviliškis     | 0 - 7     | Žalgiris  |

## Semifinali
| Squadra 1         | Risultato | Squadra 2 |
| ----------------- | --------- | --------- |
| 10 settembre 2016 |           |           |
| Stumbras          | 0 - 2     | Sūduva    |
| 11 settembre 2016 |           |           |
| Atlantas          | 1 - 2     | Žalgiris  |

## Finale
| Arbitro: | Sergejus Slyva |

|  |           |                              |
|  | Marcatori | 64’ Kaluđerović 90+3’ Kuklys |